# サマルカンド州立医療研究所
サマルカンド州立医科大学（ウズベク語: Самаркандский государственный медицинский университет）は、ウズベキスタンのサマルカンド州にある医科大学。医療従事者や科学者の訓練、および資格の向上に従事している。研究所はサマルカンド市にある。
略称：SamGMI、SamGosMI、SamMI。

## 物語
研究所は、ウズベクSSRの人民委員会の主導で1930年5月に設立された。

### 歴代の研究所長
- Nemtsovich、Lev Solomonovich（1930-1935）
- ネドセコフ、ジュリアスソロモノビッチ（1935-1942）
- Zakhidov、Khakim Zakhidovich（1943-1945）教授
- Abdullaev、Rauf Abdullaevich（1945-1951）ロシアの名誉科学者教授
- Adilov、Aziz Kudratovich（1951-1955）准教授
- Mirzamukhamedov、Mannap Atamatovich（1955-1961）教授。ウズベキスタンの主要な小児科医、ウズベキスタンの名誉ある科学者
- Khaitov、Musa Nazarovich（1961-1966）准教授。ウズベクSSRの最高評議会の副議長、KPウズのサマルカンド市委員会の一等書記官。
- Vakhabova、Uktam Karimovna（1966-1981）教授、ウズベキスタン共和国の名誉ある科学者、ソビエト連邦最高会議の副議長。
- Aripov、Subkhankul Aripovich（1981-1986）教授、ウズベキスタン共和国の名誉ある科学者、ウズベキスタン共和国の名誉ある医師。
- カマロフ、ヌリディン・ミルザエビッチ（1986-1995）准教授。
- Muminov、Akram Ibragimovich（1995-2000）教授、ウズベキスタン共和国の名誉ある科学者。
- Sobirov、Bakhodir Urdushovich（2000-2004）教授。
- Shamsiev、Azamat Mukhitdinovich（2004-2020）教授。ニューヨーク科学アカデミーの会員。
- Rizaev、Zhasur Alimdzhanovich（2020年以降）教授。

### 第二次世界大戦中の研究所
戦災から逃れるためにレニングラード軍事医学アカデミーとクイビシェフ軍事医学アカデミーが1942年から1944年にサマルカンド州立医療研究所（SamMI）に設立された。

## 研究所の構造

### 学部
SamMIには6つの学部がある。
- 一般医学部（1930年設立）
- 小児科学部（1963年設立）
- 医師の高度な訓練と再訓練の学部（1981年設立）
- 医療教育学部（2005年設立）
- 高等看護学部（2005年設立）
- 歯科学部（2009年設立）
- 薬学部（2018年設立）

### 修士および臨床研修医の部門
政務官と臨床研修医の部門では、専門家は次の分野で訓練を受けている。
産婦人科医; 治療（専攻）-内分泌学、心臓病学、神経学、生理学、麻薬学; 耳鼻咽喉科; 眼科; 一般的な腫瘍学; 手術（専攻）; 麻酔科および蘇生法; 外傷学および整形外科; 法医学検査; 小児科（専攻）; 小児外科; 歯科（専攻）; 感染症（指示による）; 小児神経学; 機能的および機器的診断方法（医療放射線学）; 泌尿器科; 新生児学; 脳神経外科; 皮膚静脈学。

## 学部
サマルカンド州立医療研究所には66の部門とコースがあり、540人以上の科学者と教師が科学的および教育的活動を行っており、理学博士58名、教授42名、理学候補者177名、准教授111名が在席している。

## 研究所での教育プロセス
研究所のスタッフは、ウズベキスタン国内の教育と医療制度で起こっている改革と変革の要求に敏感に対応している。2005年以来、この動きはさらに活発になった。教員の影響力を大幅に高めるには、質の高い教育プロセスの確保と教員の科学的活動のための適切な条件を作り出す必要がある。研究所では、講堂、教室、教育・臨床研究所に最新の情報基礎技術、マルチメディアプロジェクター、ビデオおよびオーディオシステム、遠隔教育を備えた学習システムが導入された。教育プロセスは、電子およびモジュール式学習システム（moodle.sammi.uz）を使用した最新の情報通信インターネット技術によってサポートされている。このシステムには、研究所で教えられているすべての分野の電子教材が含まれており、留学生を対象とした英語教材も用意されている。また、すべての学部で学会が機能しているので、世界の教育制度に合った高度な近代レベルで授業を行うことが可能である。

## 情報と教育リソース
特に注目に値するのが研究所で作成されたIRC（情報リソースセンター）である。これらの教育的、方法論的、科学的文献、および分野別の教材のコレクションは30万を超える出版物になっている。IRCには電子図書館が存在する。電子図書館は年齢を問わずすべての学生、修士、大学院生、教師、教授、准教授がアクセス可能であり、専門知識の習得や最新の需要や傾向の把握に貢献している。

## 医療拠点
SamMIには、375床用に設計された診療所番号1と200床用に設計された診療所番号2があり、必要な最新の医療機器が装備されています。サマルカンド市のすべての医療および診断機関は、その後産業活動を行っており、学生の臨床拠点でもあります。

## 国際協力
サマルカンド州立医療研究所は、ウズベキスタン共和国アカデミー基礎研究科学技術センターからの助成金の枠内でプロジェクトの実施に積極的に参加し、米国、ドイツ、日本、韓国、オランダ、スペイン、ロシア、ウクライナ、カザフスタン、キルギス等の国際的教育機関との協力が行われています。SamMIの卒業生は、教育機関を卒業した後、ウズベキスタン国内のみならず米国、イスラエル、ドイツ、ロシア等で活躍している。ウズベキスタン最古の医科大学で起きた前向きな変化は他の教育機関にも波及し、国内の高等教育の教育分野で主導的な地位を占めている。これは、高度な資格を持つ専門家を訓練するという重要な課題において、サマルカンド州立医療研究所の名声をさらに強化するための強力な推進力となっている。

## ノート
1. ↑ サマルカンド州立医療研究所の学長
2. ↑ MilitaryMedical Academy、サンクトペテルブルク。ペトログラード。レニングラード：百科事典リファレンス。-M 。：大百科事典編 コレギウム：Belova L.N.、Buldakov G.N.、DegtyarevA.Ya。etal.1992。
3. ↑ セクション「歴史」、サマラ州立医科大学の公式サイト。
4. ↑ 履歴セクション 2015年9月24日アーカイブ。、サマルカンド州立医療研究所の公式サイト。